# Batalha de Forte Washington
A Batalha de Forte Washington teve lugar em Nova Iorque no dia 16 de Novembro de 1776, durante a Guerra da Independência dos Estados Unidos da América, entre os Estados Unidos e  a Grã-Bretanha. O resultado foi uma vitória decisiva britânica, com toda a guarnição de Forte Washington, perto da região norte da ilha de Manhattan, a render-se.
Depois de derrotar o Exército Continental, liderado pelo comandante-em-chefe, general George Washington, na Batalha de White Plains, o Exército Britânico, sob o comando do tenente-general William Howe planeou capturar Fort Washington, a última fortificação americana em Manhattan. O general Washington enviou uma ordem ao general Nathanael Greene para abandonar o forte e retirar a sua guarnição de 3 mil homens para Nova Jérsia. O coronel Robert Magaw, comandante do forte, recusou sair do forte, acreditando que o podia defender contra as forças britânicas. As tropas de  Howe atacaram o forte antes de Washington lá chegar para avaliar a situação.
Howe lançou o ataque a 16 de Novembro, à frente de uma força de assalto dividida em três grupos – norte, leste e sul. As ondas do rio Harlem impediram algumas tropas de desembarcar, e atrasaram o ataque. Quando os britânicos foram ao encontro do forte, as defesas oeste e sul dos americanos cederam rapidamente. As forças patrióticas do lado norte ofereceram uma dura resistência contra o ataque dos soldados Hessianos, mas também acabaram por ser derrotados. Com o forte cercado tanto por terra como po mar, o coronel Magaw decidiu-se pela rendição. Morreram 59 americanos e 2 837 foram feitos prisioneiros.
Depois da derrota, grande parte do exército de Washington foi perseguido desde Nova Jérsia até à Pensilvânia, e as forças britânicas consolidaram o seu controlo de Nova Iorque e a zona leste de Nova Jérsia.

## Antecedentes

### Construção e Defesas
Durante a Guerra Revolucionária Americana, Forte Washington estava localizado no ponto mais alto da ilha de Manhattan, ao longo de um grande afloramento do xisto de Manhattan perto da ponta mais ao norte. Juntamente com o Forte Lee, localizado do outro lado do rio Hudson, em cima das Palisades de New Jersey, os fortes gêmeos estavam destinados a proteger o baixo Hudson dos navios de guerra britânicos.

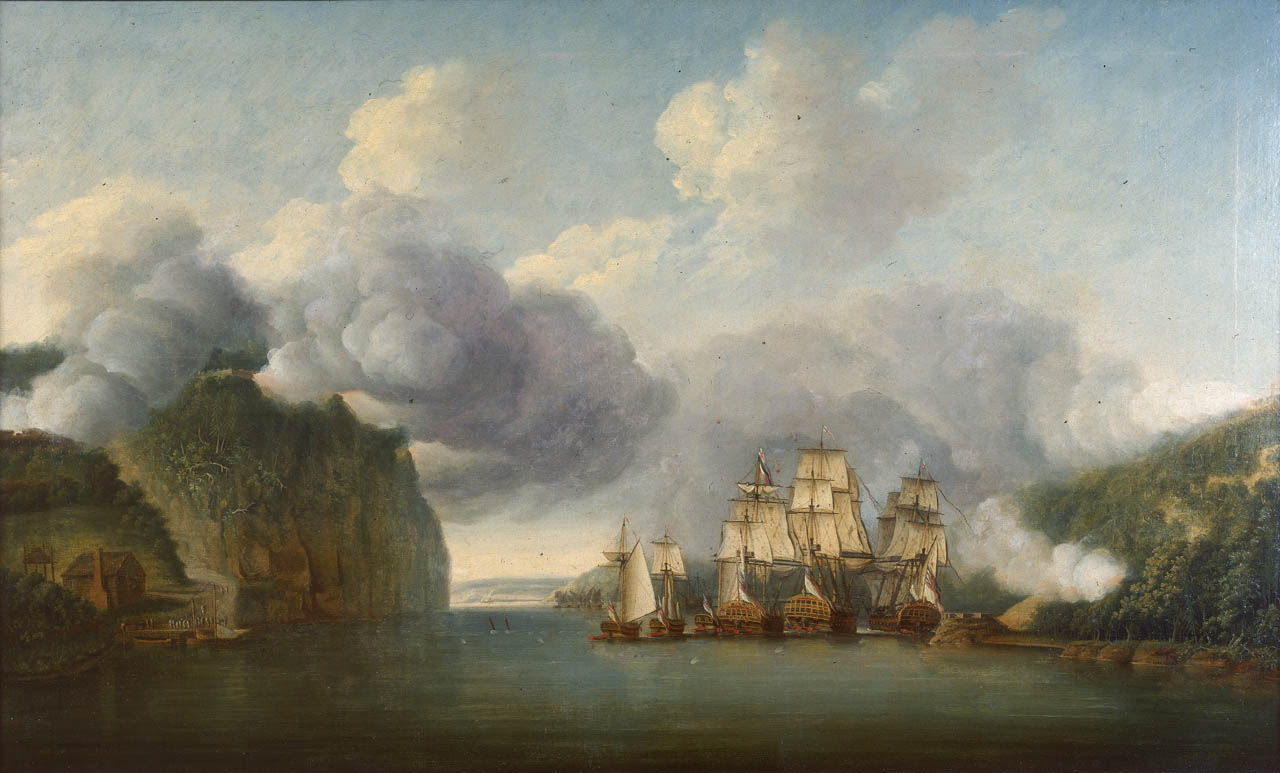
Navios de Guerra Britânicos a tentarem passar entre os Fortes Washington e Lee

Em junho de 1776, os oficiais patriotas americanos Henry Knox, Nathanael Greene, William Heath e Israel Putnam examinaram o terreno em que o forte Washington seria localizado; eles concordaram que se o forte fosse devidamente fortificado, seria praticamente impossível tomar. Mais tarde, em Junho, o Comandante em Chefe do Exército Continental, George Washington, inspecionou a localização e determinou que a área era a chave para a defesa do baixo Hudson. Pouco depois da pesquisa de Washington, as tropas da Pensilvânia começaram a construir o forte sob a supervisão de Rufus Putnam.
Eles primeiro prepararam um cavalo de frisa para impedir que navios britânicos navegassem no Hudson e superassem a posição americana. Por mais de um mês, as tropas transportaram pedregulhos das alturas de Manhattan até a borda do rio, onde os carregaram em uma coleção de hulks e berços feitos de madeira e esticaram-no pelo rio. Quando o cavalo de frisa foi concluído, eles começaram a trabalhar no forte. Pouco solo cobria a superfície rochosa, então os homens tiveram que arrancar o solo do fundo. Eles não conseguiram cavar as valas ou trincheiras habituais ao redor do forte. O forte foi construído na forma de um pentágono com cinco bastiões. As paredes principais eram feitas de terra, construídas com cortinas com aberturas para armas de todos os ângulos. O forte continha um total de três a quatro acres. As tropas construíram uma paliçada ao redor do forte. Depois que as casernas foram concluídas em Setembro, todas as tropas na área foram colocadas sob o comando do Major-general William Heath. Washington estabeleceu o seu quartel-general perto do forte.
Apoiar o forte foram numerosas defesas. Baterias foram colocadas no Farol de Little Red, que se estendia no Hudson, em Inwood Hill Park, olhando por cima do Estuário de Spuyten Duyvil, no extremo norte de Manhattan, controlando a Ponte do Rei e a Ponte de Dyckman sobre o rio Harlem e ao longo de Laurel Hill, que estava a leste do Forte e continuava ao longo do rio Harlem. Ao sul do forte havia três linhas de defesa. As linhas atravessavam as colinas e eram feitas de trincheiras e foxholes. A primeira linha foi suportada por uma segunda linha a cerca de 0,33 mi (0,5 km) ao norte, e uma terceira linha foi planejada para ser construída 0,25 mi (0,4 km) a norte da segunda.

### Movimentos

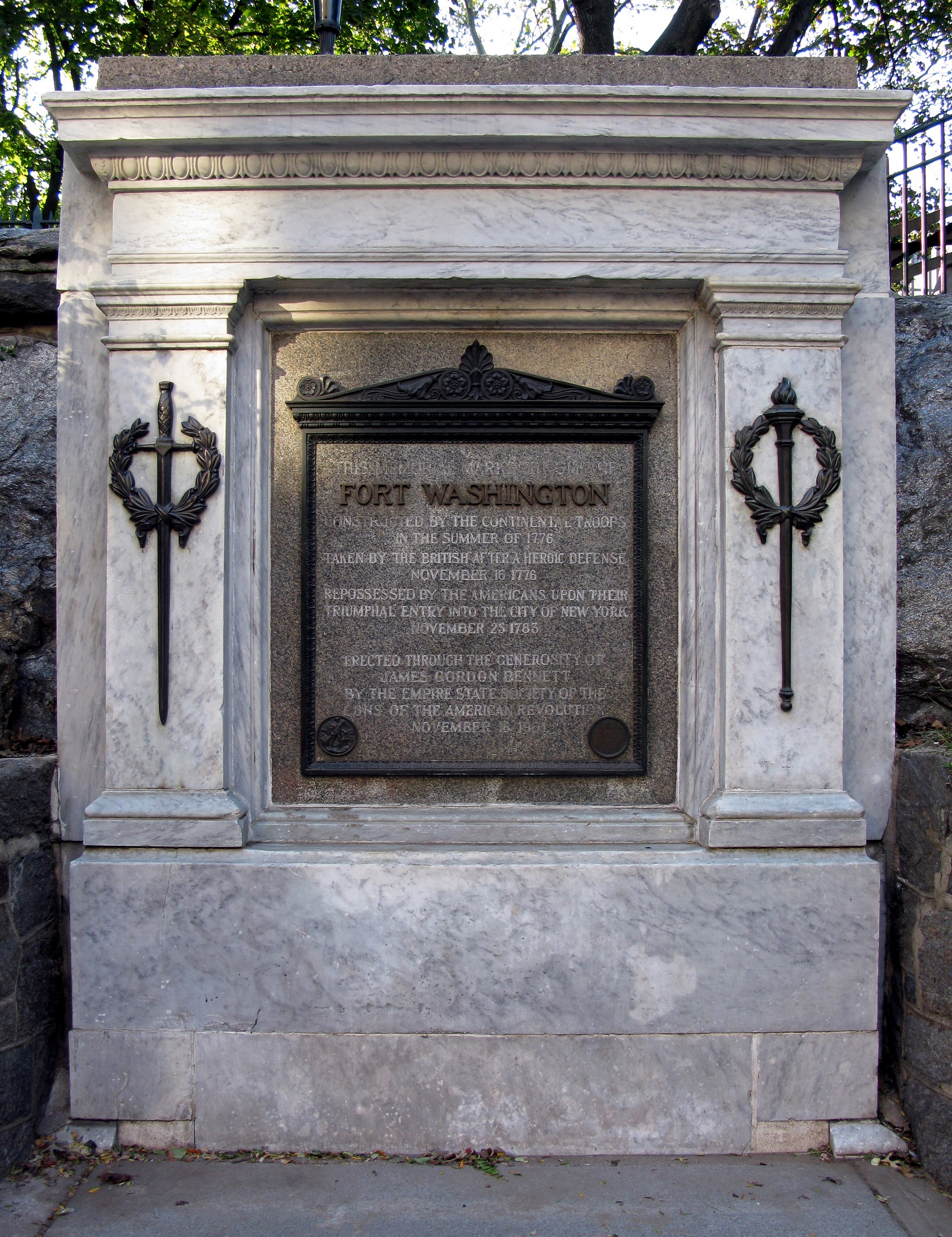
Placa comemorativa da localização do Forte Washington

O general britânico William Howe, depois de ter obtido o controle do oeste de Long Island na Batalha de Long Island no final de Agosto de 1776, lançou uma invasão de Manhattan a 15 de setembro. Seu progresso no norte foi verificado no dia seguinte na Batalha de Harlem Heights, Depois disso, ele procurou flanquear a forte posição americana no norte da ilha. Após uma tentativa de desembarque abortada em 11 de outubro, Howe começou a desembarcar tropas no sul do Condado de Westchester, em 18 de outubro, com a intenção de cortar a via para a retirada do Exército Continental. Washington, consciente do perigo, retirou a maioria de suas tropas para o norte até White Plains. Ele deixou uma guarnição de 1,2 mil homens em Forte Washington, sob o comando do Coronel Robert Magaw; esta força era inadequada para defender plenamente as extensas obras. A fim de monitorizar a guarnição americana no forte, Howe deixou Hugh Percy e uma pequena força abaixo de Harlem Heights.
Na manhã de 27 de Outubro, sentinelas informaram Magaw que as tropas de Percy estavam a lançar um ataque apoiado por duas fragatas que navegavam no Hudson. Magaw ordenou um ataque às fragatas, e ambos os navios britânicos foram gravemente danificados pelas armas de Forte Lee e Forte Washington. As fragatas não podiam elevar as suas próprias armas á altura das posições americanas. Os britânicos derrubaram as fragatas, mas um duelo de artilharia continuou por algum tempo entre artilheiros britânicos e americanos.
Em 8 de Novembro, cerca de duas dúzias de soldados americanos expulsaram uma companhia Hessiana de um reduto á sua frente. Os Hessianos ocuparam um terreno mais alto com melhor cobertura e tiveram a vantagem do apoio da artilharia durante esta escaramuça menor, mas foram incapazes de manter sua posição. Os coloniais tiveram um único homem ferido enquanto os Hessianos perderam pelo menos dois homens mortos e outros feridos. Depois de queimar e saquear as estruturas temporárias no sitio, os vencedores ocuparam-no até a escuridão quando retornaram para as suas linhas principais. No dia seguinte, os Hessianos reocuparam o local, mas foram rapidamente expulsos por uma força americana maior. Desta vez, os Hessianos deixaram dez mortos, mais uma vez, um único americano ferido.
Por causa desses sucessos menores, Magaw tornou-se excessivamente confiante; ele se vangloriou de poder segurar o forte através de um cerco até o final de dezembro. Em 2 de Novembro, o ajudante de Magaw, William Demont, desertava para os britânicos; Ele deu-lhes todos os detalhes do forte. Percy enviou a informação para Howe, que havia derrotado Washington alguns dias antes na Batalha de White Plains. Durante as semanas entre a retirada de Washington para o norte e o assalto britânico ao forte, os reforços continuaram a acorrer ao forte, aumentando o tamanho da guarnição para quase 3 mil homens.

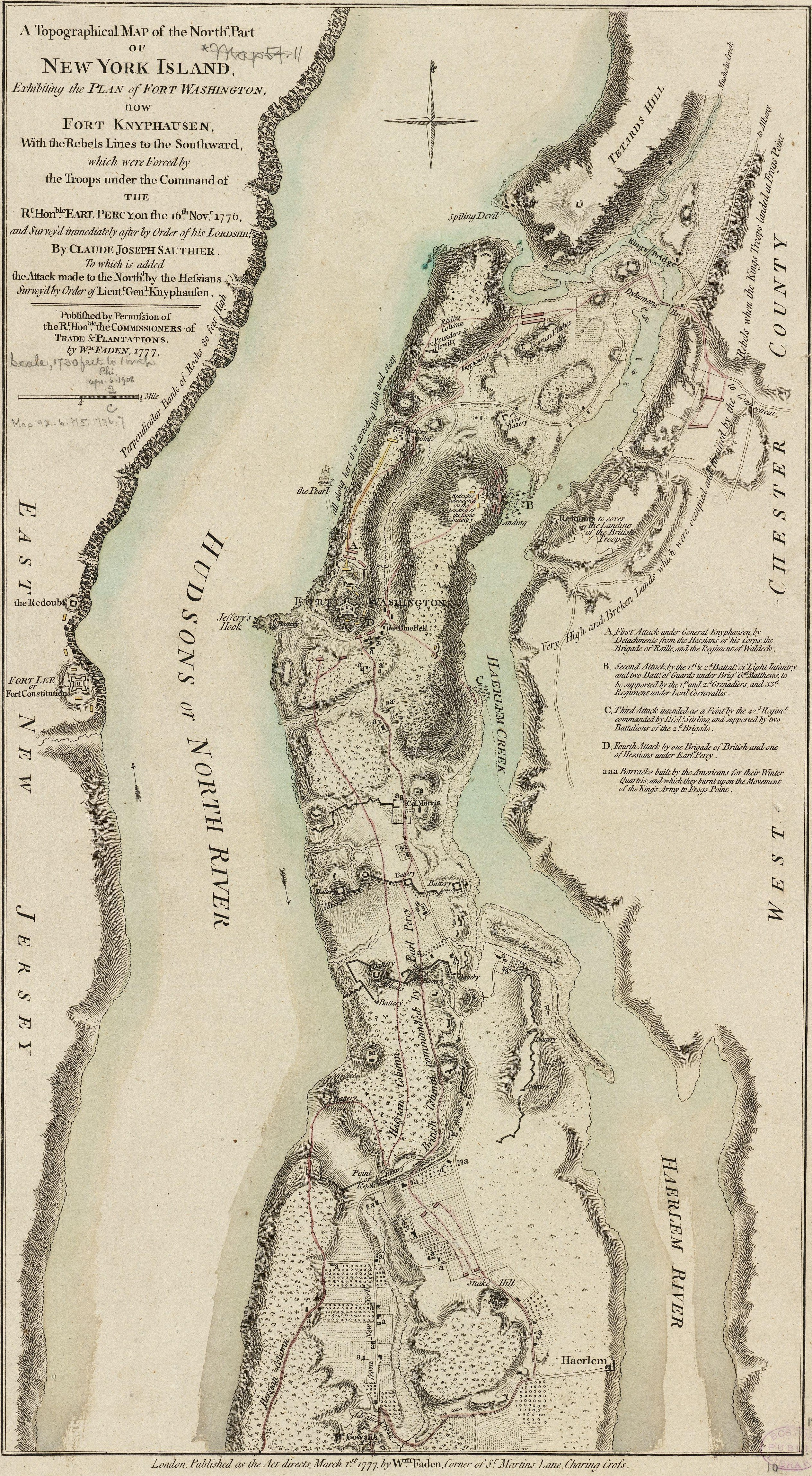
Mapa de Batalha

### Planos e Preparações
Washington considerou abandonar Forte Washington, mas ele foi influenciado a não o fazer por Nathanael Greene, que acreditava que o forte poderia ser mantido e que era vital fazê-lo. Greene argumentou que segurar o forte manteria comunicações abertas através do rio e poderia dissuadir os britânicos de atacar New Jersey. Magaw e Putnam concordaram com Greene. Washington entregou a decisão a Greene que não abandonou o forte.
Em 4 de Novembro, Howe ordenou seu exército para o sul em direção a Dobbs Ferry. Ao invés de perseguir as forças americanas nas terras altas, e possivelmente impulsionadas pelas inteligências adquiridas pela deserção de Demont, Howe decidiu atacar Forte Washington. Washington respondeu dividindo seu exército. Sete mil soldados permaneceram a leste do Hudson sob o comando de Charles Lee para impedir uma invasão britânica da Nova Inglaterra; O General William Heath, com 3 mil homens, devia proteger as terras altas de Hudson para impedir mais avanços britânicos para o norte, Washington com 2 mil homens iria para o Forte Lee. No dia 13, Washington e seu exército chegaram ao Forte Lee.
O plano de ataque de Howe era assaltar o forte a partir de três direções enquanto uma quarta força criava uma distração; por essa altura o forte tinha recebido reforços e estava guarnecido por 3 mil homens. As tropas Hessianas sob o comando de Wilhelm von Knyphausen atacariam o forte a partir do norte, Percy iria liderar uma brigada de Hessianos e vários batalhões britânicos a partir do sul, e Lord Cornwallis com o 33º Regimento de Infantaria e o General Edward Mathew com a infantaria ligeira deveriam atacar a partir do leste. A distracção deveria ser executada pelos 42º Regimento de Infantaria Escocesa, que deveriam desembarcar no lado leste de Manhattan, a sul do forte. Antes de atacar, Howe enviou o tenente-coronel James Patterson sob uma bandeira de tréguas em 15 de Novembro para enviar uma mensagem de que, se o forte não se rendesse, toda a guarnição seria morta. Magaw respondeu que os Patriotas defenderiam o forte até o último homem.

## Batalha

### Luta Inicial
Antes do amanhecer em 16 de Novembro, as tropas britânica e hessianas começaram a movimentar-se. Knyphausen e as suas tropas foram transportadas através do rio Harlem em flatboats e desembarcaram em Manhattan. Os barqueiros deveriam de seguida transportar as tropas de Mathew através do rio. No entanto, devido à maré, eles não conseguiram chegar perto da costa o suficiente para as tropas britânicas desembarcarem. Assim, as tropas de Knyphausen foram forçadas a parar o avanço e esperar até Mathew poder atravessar. Por volta das 7h00 da manhã, as armas dos Hessianos abriram fogo contra a bateria americana em Laurel Hill, e a fragata britânica Pearl começou a disparar contra os entrincheiramentos americanos. Além disso, a sul do Forte, Percy tinha a sua artilharia a disparar contra o próprio forte. A artilharia de Percy visava as armas de Magaw que haviam danificado os navios britânicos várias semanas antes.
Ao meio dia, Knyphausen e os seus Hessianos reiniciaram o seu avanço. Assim que a maré ficou alta o suficiente, Mathew e as suas tropas, acompanhadas por Howe, foram transportadas pelo rio Harlem. Eles desembarcaram sob o fogo pesado da artilharia americana na costa de Manhattan. As tropas britânicas atacaram a encosta e dispersaram os americanos até chegarem a um reduto defendido por algumas companhias do Voluntários da Pensilvânia. Depois de uma breve luta, os americanos retiraram  e correram para o forte.

Mapa de Batalha

A norte do forte, a direita dos Hessiano, comandada por Johann Rall, subiu a encosta íngreme ao sul de Spuyten Duyvil Creek contra quase nenhuma resistência dos americanos. Os hessianos começaram a trazer a sua artilharia. Neste altyra, o corpo principal dos Hessianos, 4 mil homens, sob Knyphausen, começou a avançar pela Post Road, que ligava Laurel Hill e a colina em que Rall estava. Os hessianos cruzaram a terra pantanosa e, quando se aproximaram da encosta arborizada, perto do forte, foram recebidos por 250 atiradores do Regimento de Maryland e Virginia sob o comando do tenente coronel Moses Rawlings. Os homens de Rawlings esconderam-se atrás das rochas e das árvores e se alternaram de um lugar para outro para disparar contra os Hessianos enquanto tentavam avançar pelas árvores caídas e pelas rochas. As primeiras e segundas cargas dos hessianos foram repelidas pelos atiradores de Rawlings.
John Corbin foi encarregado de disparar um pequeno canhão no topo de uma crista, hoje conhecida como Forte Tryon Park. Durante um assalto pelos Hessianos, John foi morto, deixando o canhão sem ninguém para o manusear. Margaret Corbin estava com o seu marido no campo de batalha o tempo todo e, depois de testemunhar a morte dele, imediatamente tomou o seu lugar, continuando a disparar até que seu braço, peito e maxilar foram atingidos pelo fogo inimigo, tornando-se assim o primeira mulher combatente conhecida na Revolução Americana.
Ao mesmo tempo, a sul, Percy avançou com cerca de 3 mil homens. Percy avançou em duas colunas com sua brigada de Hessianos à esquerda e Percy ele mesmo liderando a direita. A cerca de 200 metros das linhas americanas, Percy interrompeu o avanço, esperando que a distração de Stirling acontecesse. Enfrentando Percy estava Alexander Graydon e a sua companhia. O superior de Graydon era Lambert Cadwalader, o segundo em comando de Magaw, que estava encarregado de segurar as três linhas defensivas a sul de Forte Washington. Depois de ouvir que havia um desembarque na margem, na sua retaguarda, Cadwalader enviou 50 homens para se opuserem. Onde Stirling tinha desembarcado, era a área menos defendida das defesas americanas, e quando Cadwalader ouviu quantos homens estavam lá, enviou mais 100 homens para reforçar os 50 que tinha enviado anteriormente. Os grupos de desembarque britânicos espalharam-se, procurando um caminho através do terreno acidentado do do desembarque. Os americanos assumiram uma posição no topo da colina e começaram a disparar contra as tropas britânicas que ainda atravessavam o rio, matando ou ferindo 80 homens. As tropas britânicas carregaram contra a posição americana, dispersando-a.
Ao ouvir o tiroteio, Percy ordenou que as suas tropas continuassem o seu avanço. O fogo da artilharia britânica obrigou Graydon na primeira linha defensiva a recuar para a segunda linha, onde Washington, Greene, Putnam e Hugh Mercer estavam. Os quatro foram encorajados a deixar Manhattan, o que fizeram imediatamente, navegando pelo rio para Forte Lee. Magaw percebeu que Cadwalader estava em perigo de ser cercado e deu ordens para ele se retirar em direção ao forte. A força de Cadwalader foi perseguida pelas tropas de Percy ao mesmo tempo em que as tropas que se opunham ao desembarque de Stirling também estavam sendo perseguidas de volta ao forte. As tropas de Stirling, desembarcadas na retaguarda de Cadwalader, pararam, acreditando que havia tropas nos entrincheiramentos. Alguns dos americanos em retirada enfrentaram Stirling, dando á maior parte do resto das tropas americanas tempo suficiente para escapar.

### Colapso
Com o colapso das linhas exteriores de Magaw a sul e a leste do forte, ocorreu a retirada feral americana geral para a segurança do forte. Para o sul, a terceira linha defensiva nunca tinha sido completada, de modo que Cadwalader não tinha para onde se retirar, excepto para o forte. Para o norte, os atiradores sob Rawlings ainda aguentavam, mas mal, pois havia menos atiradores do que antes e porque o aumento da quantidade de disparos tinha bloqueado algumas das armas dos homens, alguns dos homens foram forçados a empurrar pedras monte abaixo contra os atacantes hessianos. A bateria americana em Forte Washington foi silenciada pela fragata Pearl. Por essa altura, o fogo dos atiradores havia quase cessado, e os Hessianos lentamente avançaram pela colina e rodearam os americanos numa luta corpo a corpo. Mais fortes que os americanos, os hessianos chegaram ao topo da colina e invadiram o reduto com uma carga de baionetas, capturando-o rapidamente.
Washington, que estava a acompanhar a batalha do outro lado do rio, enviou uma nota a Magaw pedindo-lhe para aguentar até o anoitecer, pensando que as tropas poderiam ser evacuadas durante a noite. Por essa altura, os Hessianos tomaram a area entre o forte e o rio Hudson. Johann Rall recebeu a honra de solicitar a rendição americana por Knyphausen. Rall enviou o capitão Hohenstein, que falava inglês e francês, sob uma bandeira de tréguas para pedir a rendição do forte. Hohenstein se encontrou com Cadwalader, e Cadwalader solicitou que fosse dada quatro horas para Magaw pudesse consultar os seus oficiais. Hohenstein negou o pedido e deu aos americanos meia hora para tomarem uma decisão. Enquanto Magaw se consultava com os seus oficiais, o mensageiro de Washington, o capitão John Gooch chegou, pouco antes de o forte estar completamente cercado, com o pedido de Washington de aguentar até o anoitecer. Magaw tentou obter termos mais fáceis para seus homens, que só poderiam manter seus pertences, mas isso falhou. Magaw anunciou sua decisão de capitular às 15h00 e, às 16h00, a bandeira americana foi derrubada no forte, substituída pela bandeira britânica. Antes da rendição, John Gooch saltou de um lado do forte, caiu no fundo do penhasco, evitou o fogo do mosquete e facadas de baioneta, e conseguiu entrar num barco, chegando a Forte Lee pouco depois

## Consequências
Depois que os hessianos entraram no forte, os oficiais americanos tentaram aplacar o comandante da Hesse, o capitão von Malmburg, que era responsável pela rendição. Eles convidaram-no para o quartel e ofereceram ponche, vinho, bolo, com elogios. Ao sair do forte, os Hessianos despojaram as tropas americanas de suas bagagens e bateram em  alguns deles. Os oficiais intervieram para evitar novos ferimentos ou mortes. Os britânicos capturaram trinta e quatro canhões, dois obuses, juntamente com muitas tendas, cobertores, ferramentas e muita munição.
Os britânicos e os hessianos sofreram 84 mortos e 374 feridos. Os americanos perderam 59 mortos, tiveram 96 vítimas feridas e 2 838 homens capturados. Sob o tratamento habitual dos prisioneiros de guerra na Guerra Revolucionária Americana, apenas 800 sobreviveram ao seu cativeiro para serem libertados 18 meses depois numa troca de prisioneiros; quase três quartos dos prisioneiros morreram.
Três dias após a queda de Forte Washington, os Patriotas abandonaram o Forte Lee. Washington e o exército recuaram através de Nova Jersey e atravessaram o rio Delaware para a Pensilvânia a noroeste de Trenton, perseguidos até New Brunswick (Nova Jérsei) por forças britânicas. Após cerca de um mês, na noite de 25 a 26 de Dezembro de 1776, Washington atravessou o Delaware e derrotou a guarnição de Hessianos sob o comando de Rall em Trenton. Washington voltou a derrotar os britânicos perto de Princeton, renovando a moral do exército americano e das colônias afectadas pela queda do Forte Washington.
Sete anos depois, em 25 de novembro de 1783, com o tratado de paz assinado, o General Washington e o Governador George Clinton recuperaram triunfalmente o forte Washington enquanto marchavam em direção ao baixo Manhattan depois que as últimas forças britânicas deixaram Nova Iorque.
O local de Fort Washington está agora no Bennett Park, no bairro de Washington Heights, em Manhattan, a norte da Ponte George Washington. A localização de suas paredes é demarcada por pedras colocadas no parque, e há uma placa comemorativa.